# Gatteville-le-Phare
Gatteville-le-Phare är en kommun i departementet Manche i regionen Normandie i norra Frankrike. Kommunen ligger i kantonen Saint-Pierre-Église som tillhör arrondissementet Cherbourg. År 2022 hade Gatteville-le-Phare 468 invånare.

## Befolkningsutveckling
Antalet invånare i kommunen Gatteville-le-Phare
| Referens: INSEE |